# Rorac
Rorac (ook: Roorak) is een voormalige suikerplantage, dorp en bauxietmijn in het district Commewijne in Suriname.

## Geschiedenis
De plantage Rorac werd in 1770 gesticht als suikerplantage. In 1830 werd de plantage verlaten. Op 2 september 1863 werd een vredesverdrag gesloten tussen de Surinamese overheid en de Bakabusi Nengre (ook bekend als Brooskampers). De plantages Rorac en Klaverblad werden geschonken als stamgebied voor de ongeveer 200 Marrons. In het begin was er wantrouwen en bleven de Marrons in de nabijgelegen bossen, maar in 1874 waren de plantages bewoond.
Aan de overkant van de Surinamerivier lag Bethesda en de Bakabusi Nengre kwamen in contact met de daar aanwezige katholieke priesters. In 1891 werd een tijdelijke kerk gebouwd. Een school volgde in 1898, en in 1900 werd een echte kerk ingewijd.
In 1910 woonden de Bakabusi Nengre nog in Rorac, maar Klaverblad was verkocht aan J. Braumuller. Op de plantage Rorac werd cacao, maïs en rijst verbouwd. Rorac had ook wegdekmateriaal verkocht, en bij nader onderzoek bleek het bauxiet te bevatten. Kapitein Johannes Babel was onderhandelingen begonnen met Alcoa, een Amerikaans aluminiumbedrijf, en in 1917 werd de grond verkocht. Het grootste deel van de stam verhuisde naar Tout Lui Faut in Houttuin. In 1920 waren er nog 20 inwoners in Rorac, en de overheid heeft hen vervolgens een verhuispremie aangeboden.
In 2011 is de bauxietwinning gestopt en kwam Rorac braak te liggen. De nakomelingen van de Bakabusi Nengre hadden nagezocht of ze nog rechten konden claimen op het verlaten gebied, maar dat was niet te geval. Ronald Babel, een nazaat, is in 2011 teruggegaan en heeft de graven van zijn voorouders hersteld.
Rorac is ook onderwerp van een Surinaams volksliedje.
A la bonne heure · Anna's Zorg · Akkerboom · Alliance · Alkmaar · Andresa · Auka · Andreesgift · Bantaskine · Barbados · Batavia · Beekenhorst · Belladrum · Bellevue · Belwaarde · Beninenburg · Berg en Dal · Bergen op Zoom · Berlijn (Commewijne) · Berlijn (Para) · Bethlehem · Boksweide · Boston · Botany Bay · Boxel · Bronswijk · Brouwerslust · Bruinendaal · Bucklebury · Buitenrust · Burnside · Cadrosspark · Caledonia · Campenburg · Cannewapibo · Catharina Sophia · Clevia  · Cliffort-Kokshoven · Clyde · Concordia · Concordia en een Kwart Lot · Courcabo · De Dageraad · De Goede Vriendschap · De Resolutie · De Vier Hendrikken · Diamond · Dijkveld · Domburg · Dordrecht · Eendragt · Elisabeth's Hoop · Ellen · L'Espérance (Nickerierivier) · L'Espérance (Surinamerivier) · Esthersrust · Fairfield · Fortuin · Flora · Florentia · Frederiksburg · Frederiksdorp · Frederikslust · Geertruidenberg · Geyersvlijt · Glensander · Gloria · Groot Chatillon · Groot Marseille · Guadeloupe · Hague · Hamburg · Hamilton · Hamptoncourt · Hannover · Hazard · Hebron · Hecht en Sterk · Hooyland · Hope · Houttuin · Huntly · Huwelijkszorg · Inverness · Jagtlust · Jodensavanne · Johan & Margaretha · Johanna Catharina · Johanna Maria · Johannesburg · John · Katwijk · Kent · Kerkshoven · Killenstein · Klein Bellevue · Kleinhoop · Krappahoek · Kroonenburg · Kwatta · La Jalousie · La Prosperité · La Rencontre · La Ressource (Saramacca) · La Ressource (Surinamerivier) · La Singularité · Laarwijk · Leasowes · Leliëndaal · Leonsberg · Livorno · Longmay · Lunenburg · Lust en Rust · Lustrijk · Maasstroom · Margarethenburg · Maria Petronella · Mariënbosch · Mariënburg · Margaretha's Gift · Mary's Hope · Meerzorg · Merveille · Moed en Kommer · Mon Bijou · Mon Souci · Mon Trésor · Monnikendam · Mopentibo · Morgenster · Moy · Nieuw Mocha · Nieuwzorg · Nieuwe Aanleg · De Nieuwe Grond · Nijd en Spijt · Novar · Nursery · Nut en Schadelijk · Onoribo · Onverwacht · Oranibo · Ornamibo · Overbrug · Overtoom 
· Oxford · Palestina · Paradise · Persévérance · Petersburg · Picardië · Peperpot · Pieterszorg · Plaisance · Poelwijk · Potosie · Purmerend · Reijnsdorp · Reijnsfort · Rijnberk · Roosenburg · Rorac · Rust en Werk · Rustenburg · Saltzhalen · Sans Souci · Saphir · Sarah · Sardam · Schaapstede · Schoonoord · Sinabo en Gelre · Sint Barbara · Sint Eustatius · Slootwijk · Sorgvliet · Spieringshoek · Standvastigheid · Suidwijn · Suzanna's Daal · Toevlugt (Surinamerivier) · Tout Lui Faut · Toledo · Totness · Tyronne · 't Vertrouwen · Victoria · Vierkinderen · Visserszorg · Voorburg · Voorzorg (Saramacca) · Vossenburg · Vredenburg · Vriendsbeleid en Ouderzorg · Vreeland · Waltonhall · Waldijk · Waterloo · Wederzorg · Welbedacht · Welgelegen (Commewijne) · Welgelegen (Coronie) · Welgevallen · Weltevreden · Wolffs Capoerica · Wolfenbüttel · 't Ylant · Zoelen · Zorg en Hoop (hout) · Zorg en Hoop (indigo) · Zorg en Hoop (katoen) · Zorg en Hoop (suiker)